# Карелин, Семён Игнатьевич
Семён Игна́тьевич Каре́лин (1879 — ?) — крестьянин, депутат Государственной думы II созыва от Ставропольской губернии.

## Биография
Из крестьян села Кистинское Благодарненского уезда Ставропольской губернии. Имел лишь начальное образование. Занимался мелкой торговлей.
6 февраля 1907 года избран в Государственную думу II созыва от съезда уполномоченных от волостей Ставропольской губернии. Вошёл в состав Трудовой группы и фракции Крестьянского союза. Состоял в думских бюджетной комиссии и комиссии по местному управлению и самоуправлению. Состоял в думской комиссии о нормальном отдыхе служащих в торговых и ремесленных заведениях.
Дальнейшая судьба и дата смерти неизвестны.

### Архивы
- Российский государственный исторический архив. Фонд 1278. Опись 1 (2-й созыв). Дело 183; Дело 613. Лист 10.